# Мин, Дмитрий Егорович
Дмитрий Егорович Мин (нем. Mein; 1 (13) июля 1818 — 30 октября (11 ноября) 1885) — русский медик и поэт-переводчик, ординарный профессор и проректор Московского университета, действительный статский советник.

## Биография
Родился в семье инженера игольного завода в Истье Рязанской губернии, уроженца Шотландии Георга Мина (1757—1830).
Первоначальное образование получил дома, затем учился в Московской коммерческой академии (в 1825—1834 гг.), по окончании которой поступил в Московскую медико-хирургическую академию.
Окончив в 1839 году медико-хирургическую академию с золотой медалью лекарем 1-го отделения, он начал работать ординатором при Московской Екатерининской больнице. В 1851 году получил степень доктора медицины за диссертацию «De dyscrarsia typho propria».
Преподавательская деятельность Д. Е. Мина началась с 1858 года — адъюнктом кафедры государственного врачебноведения по курсу гигиены и эпизоотологии Московского университета; с 1863 года — экстраординарный профессор (затем — ординарный профессор) и заведующий кафедрой судебной медицины с токсикологией, гигиены и медицинской полиции и при ней: а) госпитального судебно-медицинского отделения, б) судебно-медицинских вскрытий, в) учения об эпизоотических болезнях и ветеринарной полиции (1865—1878) медицинского факультета. Был проректором московского университета в 1869—1878 гг.
С 1851 года Д. Е. Мин был соредактором «Московского врачебного журнала».
В 1878 году по состоянию здоровья вышел в отставку и переехал в Санкт-Петербург.
Состоял действительным членом Общества любителей российской словесности (с 1858). Из его переводов Данте, частью ранее напечатанных в «Москвитянине», составилась книга: «Ад Данте Алигьери» (с комментариями, М., 1855); отдельно ещё появились: «Песнь о колоколе» Шиллера (СПб., 1856) и «Дон Жуан на острове Пирата» Байрона (М., 1875). Главный поэтический труд Д. Е. Мина — перевод «Божественной комедии» Данте — был представлен его сыном, А. Д. Мином в издании Сытина в 1902 году, а в 1907 году Академия наук присудила за этот перевод полную Пушкинскую премию. После смерти Мина в «Пантеоне литературы» появились также его переводы: «Сонеты» Петрарки (8 стихотворений) и стихотворения из Мильтона, Вордсворта, Кэмбелля, Шелли и Теннисона.
Умер в чине действительного статского советника.
Похоронен на кладбище Новодевичьего монастыря в Санкт-Петербурге (вместе с ним была похоронена в 1896 году жена, Елизавета Николаевна).
Сын, Александр Дмитриевич Мин (1866—1922), один из первых популяризаторов научного фильма в России.